# Salva Kiir
Salva Kiir Mayardit, également appelé Salva Kiir, né le 13 septembre 1951 dans le Bahr el-Ghazal, est un militaire et homme d'État sud-soudanais. Il est le premier président de la république du Soudan du Sud depuis 2011.
Il est nommé en 2005 commandant en chef de l'Armée populaire de libération du Soudan (APLS) après le décès de John Garang. Il est aussi premier vice-président du Soudan de 2005 à 2011, jusqu'à l'indépendance du pays.

## Biographie

### Enfance et formation
Salva Kiir naît dans le village d'Akon dans une famille pastorale Dinka appartenant à la communauté Awan-Chan Dinka du district de Gogrial dans l'État de Warrap. En 1951, cette localité fait partie du Soudan anglo-égyptien.
Son père Kuethpiny Thiik Atem, décédé en 2007 est un éleveur de bétail appartenant au clan Payum. Sa mère Awiei Rou Wol est une agricultrice appartenant au clan Payii. Il a six frères et trois sœurs, ainsi que des demi-frères et demi-sœurs enfants des deux autres femmes de son père, Adut Makuei Piol et Awien Akoon Deng.[réf. nécessaire]

### Carrière militaire

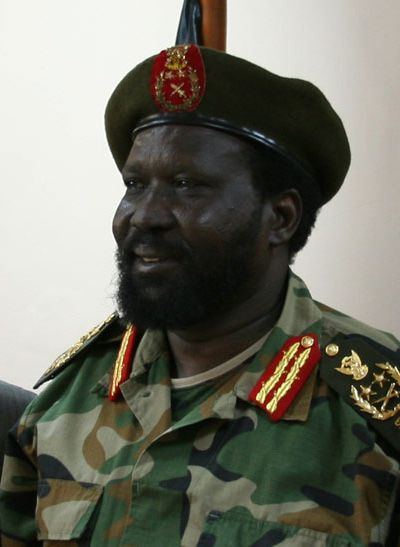
Salva Kiir en uniforme militaire.

À la fin des années 1960, Salva Kiir rejoint le bataillon Anyanya qui lutte pour l'indépendance du sud du Soudan lors de la première guerre civile soudanaise. Au moment de l'accord d'Addis-Abeba de 1972, il est un officier de rang inférieur. En 1983, il rejoint le Mouvement de libération du peuple soudanais fondé par John Garang, ainsi que son bras armé, l'Armée populaire de libération du Soudan (APLS), dans le cadre de la seconde guerre civile soudanaise. Il est alors adjoint de Garang. En 1997, il prend part à l'opération Thunderbolt, une offensive rebelle au cours de laquelle la majeure partie de l'Équatoria-Occidental est capturée par l'APLS. Kiir prend finalement la tête de l'APLS à la mort de John Garang dans un accident d'hélicoptère. Les rumeurs selon lesquelles Kiir aurait été démis de ses fonctions de chef d'état-major de l'APLS en 2004 auraient presque provoqué la scission de l'organisation. Appartenant au peuple des Dinkas, il est l'un des chefs de la rébellion sudiste durant la seconde guerre civile soudanaise.

### Carrière politique
À la mort de John Garang, Kiir accède le 11 août 2005 aux fonctions de président de la région autonome du Soudan du Sud et de premier vice-président de la république du Soudan. Considéré comme étant plus indépendantiste que Garang, il mène le Soudan du Sud sur la voie de l'indépendance totale vis-à-vis du régime de Khartoum. Son élection à la présidence de la région autonome en avril 2010 avec 93 % des voix des électeurs sud soudanais est perçue comme une confirmation des désirs sécessionnistes de la région.
Les résultats du référendum d'autodétermination qui a lieu du 9 au 15 janvier 2011 donnent un total de 98,83 % des voix en faveur de l'indépendance. Celle-ci devient effective le 9 juillet 2011 avec Salva Kiir comme chef du nouvel État.

#### Présidence du Soudan du Sud
Le 23 juillet 2013, il limoge son vice-président Riek Machar après que celui-ci a fait état de son ambition de briguer le poste de président de la République lors des prochaines élections prévues en 2015.
Le 15 décembre 2013, des combats éclatent dans la capitale Djouba entre les partisans de Salva Kiir et ceux de Riek Machar, faisant resurgir de vieilles dissensions entre les différents clans du Mouvement populaire de libération du Soudan sur fond de rivalité ethnique : d'un côté les Dinkas et de l'autre les Nuers (ethnie de Riek Machar). Le 16 décembre, le président Kiir annonce qu'un coup d'État a été déjoué. Au soir du 17 décembre, les affrontements ont déjà fait 73 victimes,.
Le 7 juillet 2018, quelques jours après la signature à Khartoum d'un accord de cessez-le-feu permanent avec Salva Kiir, il est annoncé que Machar retrouverait son poste de premier vice-président, que les titulaires sortants seraient maintenus à leurs fonctions et qu'une femme membre de l'opposition serait également nommée. Cinq jours plus tard, le Parlement adopte à l'unanimité une loi prorogeant son mandat de trois ans, jusqu'en 2021,.
Le 5 août 2018, un nouvel accord signé à Khartoum prévoit la nomination pour trois ans de Machar comme vice-président, et de quatre autres vice-présidents, la formation d'un gouvernement de transition de 35 membres, dont 20 de Kiir, 9 de Machar, ainsi que l'élargissement du parlement à 550 membres, dont 332 loyaux à Kiir et 128 à Machar. Moins d'une semaine après, dans un décret lu à la télévision nationale, Kiir accorde une amnistie à Machar et à d'autres groupes armés qui s'opposaient au gouvernement du Soudan du Sud depuis 2013. Le 12 septembre 2018, l'accord de paix est signé à Addis-Abeba.
En septembre 2019, Salva Kiir et Riek Machar se rencontrent pour mettre en application l'accord de septembre 2018, dans le but de former un gouvernement pour novembre 2019. En décembre 2019, ils se mettent d'accord pour former un gouvernement d'union nationale à la fin du mois de février 2020. Le nouveau gouvernement est formé le 12 mars.
Il est filmé en train de s'uriner dessus lors d'une cérémonie officielle pour l'inauguration d'une autoroute le 13 décembre 2022, provoquant des réactions moqueuses sur les réseaux sociaux ainsi que des inquiétudes quant à son état de santé. La publication de la vidéo entraine l'arrestation de six journalistes, donnant lieu à des rumeurs d’exécution dénuées de preuves, dans le contexte d'un pays jugé parmi les plus hostiles et les plus dangereux du continent africain pour les journalistes, selon Reporters sans frontières,.
Le 5 Juillet 2023, Salva Kiir annonce sa candidature à l'élection présidentielle de 2024.
Le 24 novembre 2023, Salva Kiir est élu président de l'organisation régionale de la Communauté d'Afrique de l'Est pour un mandat d'une année.